# Tellina paramera
Tellina paramera är en musselart som beskrevs av Boss 1964. Tellina paramera ingår i släktet Tellina och familjen Tellinidae. Inga underarter finns listade i Catalogue of Life.